# Sveriges fotbollslandslag i OS 1924
Sveriges fotbollslandslag deltog i sommar-OS 1924, som arrangerades i Paris. Man tog brons efter att ha besegrat Nederländerna med 3-1 i matchen om tredje pris.
Sverige inledde turneringen genom att besegra Belgien med 8-1, därefter Egypten med 5-0. Semifinalen mot Schweiz förlorades med 1-2.
| Sigfrid Lindberg       | Helsingborgs IF | Målvakt       |
| Axel Alfredsson        | Helsingborgs IF | Högerback     |
| Fritjof Hillén         | GAIS            | Vänsterback   |
| Sven Friberg           | Örgryte IS      | Högerhalv     |
| Gustaf "Gurra" Carlson | Mariebergs IK   | Centerhalv    |
| Harry Sundberg         | Djurgårdens IF  | Vänsterhalv   |
| Charles Brommesson     | Helsingborgs IF | Högerytter    |
| Sven Rydell            | Örgryte IS      | Högerinner    |
| Per Kaufeldt           | AIK             | Centerforward |
| Tore Keller            | IK Sleipner     | Vänsterinner  |
| Rudolf Kock            | AIK             | Vänsterytter  |
| Albin Dahl             | Helsingborgs IF | Vänsterinner  |
| Evert Lundquist        | Örgryte IS      | Högerytter    |
| Gunnar Holmberg        | GAIS            | Högerhalv     |
| Karl Gustafsson        | Djurgårdens IF  | Mittfältare   |
| Konrad Hirsch          | GAIS            | Avbytare      |
| Robert Zander          | Örgryte IS      | Målvakt       |
| Sten Mellgren          | IFK Stockholm   | Vänsterback   |
| Sven Lindqvist         | AIK             | Högerhalv     |
| Thorsten Svensson      | GAIS            | Vänsterytter  |